# Liosynaphaeta balloui
Liosynaphaeta balloui är en skalbaggsart som beskrevs av Fisher 1926. Liosynaphaeta balloui ingår i släktet Liosynaphaeta och familjen långhorningar. Inga underarter finns listade i Catalogue of Life.